# Prodotto interno netto
in economia, il PIN (prodotto interno netto) è una grandezza macroeconomica e viene calcolato sottraendo al PIL quella parte di investimenti che copre l’ammortamento dei beni capitali deperiti.
Infatti, parte del capitale fisico a disposizione di un sistema economico, con il trascorrere del tempo smette di essere utilizzabile per la produzione, è soggetto cioè a deperimento (si pensi ad un’impresa che produce stampe e grafiche che, 5 anni fa, ha investito denaro per l’acquisto di personal computer che ormai non supportano più i moderni software di lavoro). Parte degli investimenti che un’impresa compie (che per convenzione fanno parte del PIL) sono quindi volti a sostituire beni capitali deperiti, e non per comprarne di nuovi. Il PIN tiene quindi conto di questi investimenti volti a “coprire l’ammortamento dei beni capitali” . 
Attraverso l'utilizzo di tale strumento si riesce a determinare, in modo più aderente alla realtà, l'attività economica di uno Stato.